# Zeuxia brevicornis
Zeuxia brevicornis là một loài ruồi trong họ Tachinidae.